# 하파에우 두스 산투스 지 올리베이라
하파에우 두스 산투스 지 올리베이라(포르투갈어: Rafael dos Santos de Oliveira, 1987년 6월 30일 ~ )는 하피냐로 불리는 브라질의 축구 선수로, 포지션은 스트라이커이다.

## 축구인 경력

### 선수 경력
2007년 아비스파 후쿠오카로 임대 이적하여 처음으로 일본 무대에 발을 디뎠으나 큰 활약을 보이지 못하였다. 3년 후 더스파 구사쓰에서 일본 무대에 재도전하였고 리그 49경기에서 13골을 기록하는 준수한 활약을 펼쳤다. 구사쓰에서의 임대 기간 종료 후 감바 오사카의 러브콜을 받고 임대 이적으로 감바에 둥지를 틀었다. 2011 시즌 중반 합류하여 시즌 종료까지 17경기에서 11골을 터뜨리며 감바의 공격을 이끌었다.
2012년 7월 울산 현대로 임대 이적하였다. 당시 AFC 챔피언스리그 우승에 도전하고 있던 울산에서 부뇨드코르와의 준결승전과 알아흘리와의 결승전 등 중요 길목에서 골을 터뜨리며 알짜배기 활약을 펼쳐 팀을 AFC 챔피언스리그를 우승하는데 공헌하였다.
2014년 시즌을 앞두고 울산 현대와 3년 계약을 맺고 완전 이적하였으나, 조민국 감독 체제에서 부진에 심하여 1골 1도움을 기록하는 초라한 성적을 남겼다. 결국 6월 30일에 일본 J리그의 요코하마 F. 마리노스로 이적하였다.